# 258

## Починали
- 6 август – Сикст II, римски папа